# Anthropologie psychanalytique
 (juillet 2018).
Si vous disposez d'ouvrages ou d'articles de référence ou si vous connaissez des sites web de qualité traitant du thème abordé ici, merci de compléter l'article en donnant les références utiles à sa vérifiabilité et en les liant à la section « Notes et références ».
L'anthropologie psychanalytique est une discipline psychanalytique issue essentiellement de deux ouvrages de Freud Totem et Tabou (1913) et Malaise dans la civilisation (1930). Ces deux ouvrages ouvrent la voie à l'analyse du collectif, fondement inextricable de l'analyse du Moi.

## Lacanisme
Même si le terme d'« anthropologie psychanalytique » fut récusé par Lacan, c'est pourtant deux de ses héritiers contemporains Paul-Laurent Assoun et Markos Zafiropoulos qui poursuivent aujourd'hui cette problématique initiée par Freud.

## Méthode
L'anthropologie psychanalytique se distingue de l'ethno-psychanalyse ou de l'ethno-psychiatrie par son fondement théorique presque exclusivement centré sur le corpus freudo-lacanien. Ce domaine de recherche se traduit par l'actualisation constante (à travers notamment de multiples recherches, interdisciplinaires) du malaise dans la culture.